# Ponga
Ponga es un concejo o municipio español de la comunidad autónoma del Principado de Asturias localizado en el sureste de la región, en el límite con la provincia de León. Limita al norte con el concejo de Parres; al noroeste, con el de Piloña; al este, con el Amieva; y al oeste, con el de Caso; y, al sur, con los municipios leoneses de Burón y Maraña y al sureste con el de Oseja de Sajambre.
Tiene una extensión de 205,98 km² y está muy poco poblado —628 habitantes en 2020—, siendo sus principales núcleos de población su capital, San Juan de Beleño, y Sobrefoz. La carretera nacional N-625 y las regionales AS-261 y AS-339, son los principales accesos rodados al concejo.
Mediante ley 4/2003 del Principado de Asturias, se estableció el parque natural de Ponga, el cuarto de la región, que comprende casi la totalidad del concejo (205,33 km²).

## Geografía

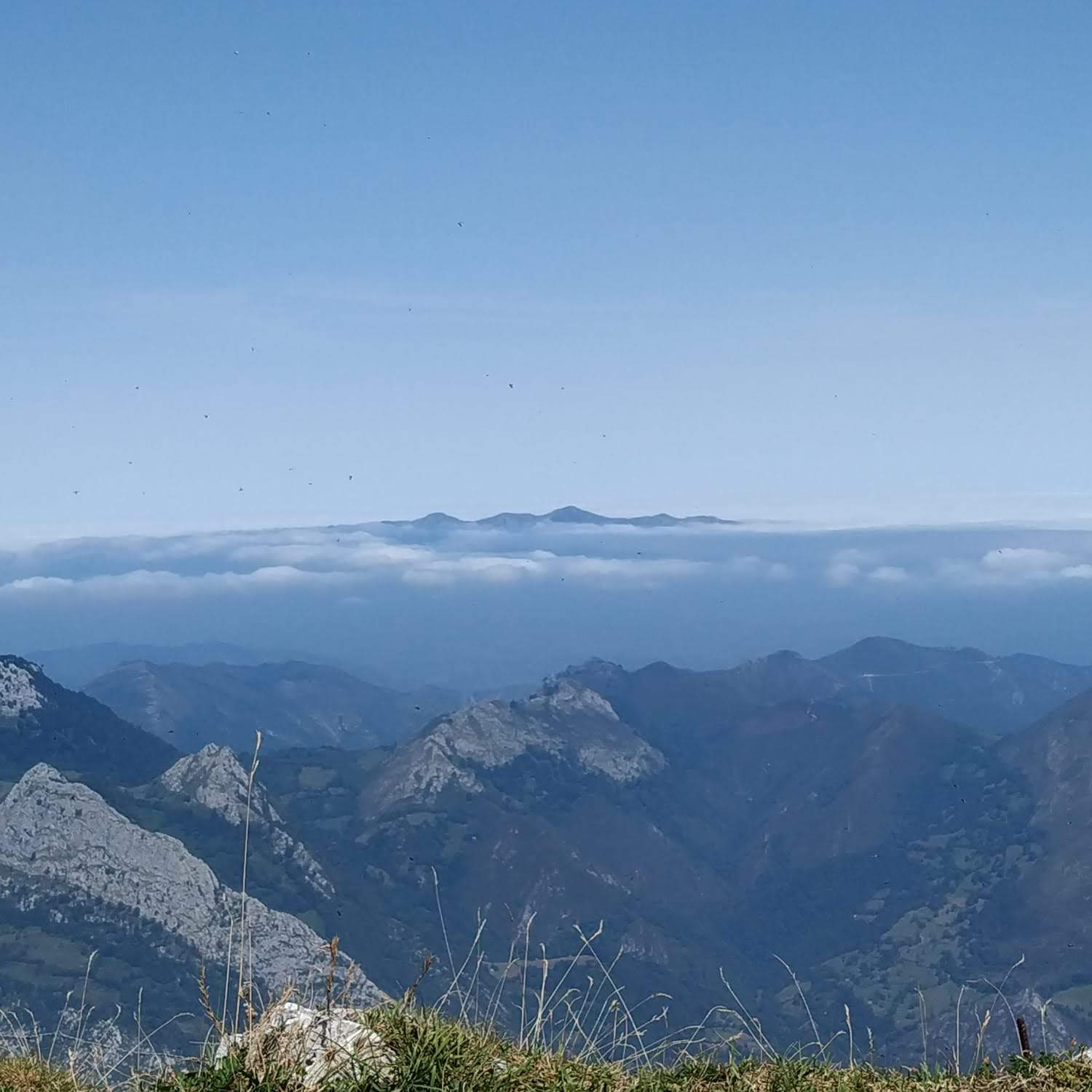
Vista desde el pico Pierzu

El concejo de Ponga se caracteriza por un relieve muy abrupto, en pleno macizo cantábrico, en el que se combina la alta y media montaña, de grandes pendientes, y los valles fluviales. El terreno pertenece casi en su totalidad al primario, predominando en la parte suroriental la caliza carbonífera y en el resto del concejo la alternancia de pizarrilla con fajas de cuarcita dura y áspera además de la caliza. La gran variedad estratigráfica muestra una superficie primitiva que ha sido fracturada por las fuerzas plutónicas originando altas montañas y cordales mostrando unos espectaculares paisajes naturales.
Desde el punto de vista fisiográfico, se pueden considerar tres unidades:
- La cordillera Cantábrica, en la zona meridional y límite con la comunidad de Castilla y León, que discurre en dirección general este-oeste. Es un tramo de poco más de 24 km en el que se encuentra el punto más alto entre los picos de Europa y el macizo de las Ubiñas, la Peña Ten (2142 m). La secuencia de picos, de oeste a este es: Felispardi (1819 m), Cotalbo (1768 m), Llobil Bajo (1702 m), Llobil Cimero (1675 m), puerto Ventaniella (1420 m), La Colladina (1884 m, Pileñes (2012 m, única enteramente en Asturias), peña Ten (2142 m), puerto de la Fonfria (1637 m), peña Mora (1854 m), porru Purcia o La Collada (1719 m) y peña Farres (1637 m).

En ese límite meridional no hay ahora ningún paso rodado con la meseta castellana, solo las trazas de los antiguos pasos carreteros, históricas vías probablemente medievales (pese a la frecuente atribución romana, sin pruebas arqueológicas concluyentes), conocidas como la senda de la Sal ya que unían el puerto de Ribadesella —salazones— a cambio de cereales castellanos. Son la vía del puerto de Ventaniella (1420 m) y la de la vega de Arcenorio.
- Los cordales transversales, orientados en dirección sur-norte, que marcan las divisorias entre los distintos valles. Son dos los vertebradores:

El cordal de Ponga (y Valloseru), de naturaleza caliza, que separa los valles del Nalón (concejo de Caso, al oeste) y el de Ponga, con una línea de cumbres que pasa por los picos El Abedular (1817 m), Alto El Pasu (1562 m), Maciéndome (1903 m), Tiatordos (el Sobanciu para los vecinos de Beleño) (1950 m), Campigüeños (1838 m), peña Taranes (1682 m), La Llambría o Alto los Foyos (1752 m) y Los Tornos (1558 m). Este cordal no tiene ningún paso más que senderiles, los collados de Alto Paso (1518 m), Valloseru (1414 m), Pandellanza (1471 m), Los Fitos (1565 m) y Pandemules (1216 m). Los puntos más bajos, apenas transitables, son las hoces de Saolla (río Semeldón) y Llagu (arroyo Reigán). El cordal casi entero se puede divisar desde el valle de Beleño, mostrando unas impresionantes vistas con los imponentes paredones del Maciédome y el Tiatordos, muchos meses nevados.
El cordal del Colláu Zorru, que divide el valle del Ponga del valle del Sella; empieza en la peña Ten (2142 m), sigue con los picos Pileñes (2019 m), Colláu Zorru (1944 m) y Lluengo (1783 m), continua por el collado de Les Bedules (1081 m), la collada Llomena (993 m) —por donde discurre la PO-2, desde San Juan de Beleño a Puente Vidosa, pasando por Viego—, el pico Pierzu (1552 m) y el Carriá (1432 m). Entre este cordal y el Sella hay un amplio anfiteatro donde está el bosque de Peloño, cerrado por una pequeña sierra donde están el Sen de los Mulos (1505 m) y peña Subes (1480 m), y en la parte más meridional peña Mora (1552 m). peña Salón (1245 m)
- Las depresiones pizarrosas son unidades orográficas de relieve mucho más suave, cortadas por los ríos y que son el soporte de los asentamientos de población. Destacan en estas depresiones los fuertes desfiladeros formados por los cortes verticales y estrechos de las rocas. Entre esos desfiladeros sobresale el desfiladero de los Beyos, de más de 10 km de longitud y con paredones de hasta 1000 metros de desnivel. En las laderas de este desfiladero se establecieron pequeños pueblos colgados en lo alto —Víboli, Casielles, San Ignacio, Biamón, Carviella, Tolivia (abandonado)— y también en el Ponga —Carangues, Ambingue— en los que sus habitantes han vivido en condiciones muy difíciles. Otros desfiladeros importantes son los del río Ponga en Sobrefoz y el de los Corredores en Sellaño, el del río Santagustia hacia Viegu y el de la foz de Escalada en el río Taranes.

### Hidrografía
Los ríos más importantes del concejo son el Sella y el Ponga.
El río Sella, que llega desde León —por la única parte de la cordillera en que el límite provincial no coincide con la divisoria de aguas— discurre por la zona oriental del concejo para luego seguir por el concejo de Amieva. Gran parte del curso del Sella en Ponga es límite provincial, con Oseja de Sajambre (León), hasta recibir por la derecha, la pequeña riega de Provia; empieza un corto tramo de algo más de 5,5 km en el que el Sella discurre íntegramente por Ponga y que hay territorio pongueto al otro lado del Sella. Los pequeños afluentes del Sella en este tramo alto son todos arroyos cortos, empinados y con pequeño caudal, que le abordan por la margen izquierda. El primero de ellos, el río Ruaguín, llega al Sella al inicio del desfiladero de los Beyos tallando las hoces del Mojizo, un agreste e impenetrable desfiladero que pasa ladera abajo de la aldea ahora abandonada de Tolivia y que recoge tres pequeños ríos —la Canalita, el Roabín y la Sera— que drenan el área ahora casi totalmente cerrada del bosque de Peloño, en que han desaparecido todos los caminos y veredas, Aguas abajo por el Sella, desaguan el río Víboli (en cuyo valle están colgados los pueblecillos de Casielles y Viboli y que talla la foz de los Andamios), las riegas de Coviella y Biamón, el río Santagustia (que llega desde Viego y que entre Viego y Vidosa talla la foz de Santa Bustia) que aborda al Sella en el puente de Vidosa, y que pasado el cual, a unos 700 m, es el lugar en que el Sella abandona Ponga y se adentra en el concejo de Amierva.
El otro río importante es el río Ponga.
El río Ponga nace en la fuente El Cotalbo (aprox.  a 1580 m), en el puerto homónimo, en la parte alta del concejo de Ponga, casi en el límite provincial con León, en la vertiente septentrional de la sierra de Los Llobiles y discurrirá en esta parte alta en dirección general NNE. Tras pasar por la abandonada majada de La Salguerosa (≈ 1350 m), siendo apenas un arroyo, cruza el bosque de La Salguerosa, en un curso de alta montaña con frecuentes saltos y pozas para alcanzar la amplia campera de Ventaniella (≈ 1170 m), donde hay una pequeña ermita y una venta, con fuente y un pequeño oratorio. En la vega recibe por la derecha al arroyo de la Ventaniella, un corto arroyo de montaña que llega desde el puerto de Ventaniella, que a veces erróneamente se menciona como fuente del Ponga. Luego el Ponga, aun un pequeño arroyo, se encamina valle abajo en dirección N, acompañado por una pequeña pista, la O-1 (7,5 km hasta Sobrefoz (80 hab.), que salvo los primeros kilómetros iniciales, está asfaltada aunque en muy mal estado), hasta llegar al salto del Ladrón, una pequeña cascada, y después recibir por la derecha otro pequeño arroyo de montaña, el río Cabañón.
El valle se ensancha y llega el río pronto a la vega de las casas de la Faeda;  tras recibir por la derecha al arroyo de la Roza, después por la izquierda al río Vallizor, y nuevamente por la derecha, al Pelifoz, el Ponga alcanza el pueblo de Sobrefoz (≈ 650 m), emplazado a la derecha y algo elevado sobre el río, el más poblado de todo su curso. Deja luego atrás el pueblecillo de Yano, también arriba a la izquierda, y se encañona en las estribaciones de la peña el Soberu—la foz a que hace referencia el nombre de «sobre foz»—, recibiendo por la derecha a la riega de Cuesto Yano, antes de salir a una zona más amplia, donde están las pequeñas localidades de Abiegos y de Cadenaba, cada uno en una margen del río, también algo elevadas. Recibe a la corta riega Dielda y llega al puente del Retortorio, por el que la carretera AS-261 cruza el río y que a partir de aquí acompañará al Ponga hasta su desembocadura.

### Clima
De acuerdo con la clasificación climática de Köppen, el clima de la capital, San Juan de Beleño, es un clima oceánico Cfb, si bien en las extensas zonas montañosas del municipio se dan diversos climas de montaña. La temperatura en el concejo es suave, con una media de las máximas en verano de entre 24 y 25 °C en la capital y una media de las mínimas por debajo de los 0 °C en enero y febrero.
| Parámetros climáticos promedio de San Juan de Beleño (Periodo de referencia: 1971-2000) | Parámetros climáticos promedio de San Juan de Beleño (Periodo de referencia: 1971-2000) | Parámetros climáticos promedio de San Juan de Beleño (Periodo de referencia: 1971-2000) | Parámetros climáticos promedio de San Juan de Beleño (Periodo de referencia: 1971-2000) | Parámetros climáticos promedio de San Juan de Beleño (Periodo de referencia: 1971-2000) | Parámetros climáticos promedio de San Juan de Beleño (Periodo de referencia: 1971-2000) | Parámetros climáticos promedio de San Juan de Beleño (Periodo de referencia: 1971-2000) | Parámetros climáticos promedio de San Juan de Beleño (Periodo de referencia: 1971-2000) | Parámetros climáticos promedio de San Juan de Beleño (Periodo de referencia: 1971-2000) | Parámetros climáticos promedio de San Juan de Beleño (Periodo de referencia: 1971-2000) | Parámetros climáticos promedio de San Juan de Beleño (Periodo de referencia: 1971-2000) | Parámetros climáticos promedio de San Juan de Beleño (Periodo de referencia: 1971-2000) | Parámetros climáticos promedio de San Juan de Beleño (Periodo de referencia: 1971-2000) | Parámetros climáticos promedio de San Juan de Beleño (Periodo de referencia: 1971-2000) |
| Mes                                                                                     | Ene.                                                                                    | Feb.                                                                                    | Mar.                                                                                    | Abr.                                                                                    | May.                                                                                    | Jun.                                                                                    | Jul.                                                                                    | Ago.                                                                                    | Sep.                                                                                    | Oct.                                                                                    | Nov.                                                                                    | Dic.                                                                                    | Anual                                                                                   |
| --------------------------------------------------------------------------------------- | --------------------------------------------------------------------------------------- | --------------------------------------------------------------------------------------- | --------------------------------------------------------------------------------------- | --------------------------------------------------------------------------------------- | --------------------------------------------------------------------------------------- | --------------------------------------------------------------------------------------- | --------------------------------------------------------------------------------------- | --------------------------------------------------------------------------------------- | --------------------------------------------------------------------------------------- | --------------------------------------------------------------------------------------- | --------------------------------------------------------------------------------------- | --------------------------------------------------------------------------------------- | --------------------------------------------------------------------------------------- |
| Temp. máx. media (°C)                                                                   | 9.3                                                                                     | 11.1                                                                                    | 13.2                                                                                    | 13.9                                                                                    | 17.1                                                                                    | 21.1                                                                                    | 24.4                                                                                    | 24.3                                                                                    | 22.1                                                                                    | 17.3                                                                                    | 12.9                                                                                    | 9.9                                                                                     | 16.4                                                                                    |
| Temp. media (°C)                                                                        | 4.0                                                                                     | 5.3                                                                                     | 7.1                                                                                     | 8.1                                                                                     | 11.2                                                                                    | 14.5                                                                                    | 17.4                                                                                    | 17.3                                                                                    | 15.2                                                                                    | 11.5                                                                                    | 7.5                                                                                     | 5.1                                                                                     | 10.4                                                                                    |
| Temp. mín. media (°C)                                                                   | -1.4                                                                                    | -0.5                                                                                    | 0.9                                                                                     | 2.3                                                                                     | 5.2                                                                                     | 8.0                                                                                     | 10.3                                                                                    | 10.3                                                                                    | 8.4                                                                                     | 5.6                                                                                     | 2.2                                                                                     | 0.1                                                                                     | 4.3                                                                                     |
| Precipitación total (mm)                                                                | 137                                                                                     | 123                                                                                     | 125                                                                                     | 161                                                                                     | 135                                                                                     | 68                                                                                      | 62                                                                                      | 62                                                                                      | 87                                                                                      | 149                                                                                     | 172                                                                                     | 153                                                                                     | 1440                                                                                    |
| Fuente: Agencia Estatal de Meteorología                                                 |                                                                                         |                                                                                         |                                                                                         |                                                                                         |                                                                                         |                                                                                         |                                                                                         |                                                                                         |                                                                                         |                                                                                         |                                                                                         |                                                                                         |                                                                                         |

### Capital
La capital del concejo de Ponga es Beleño (San Xuan, en asturiano), que debe su nombre a la admiración que sentían hacia el sol los pueblos de origen celta que habitaban estas tierras a la cual denominaban «Belennus». Es uno de los núcleos más poblados del territorio dentro de una zona ya de por sí muy difícil para habitar. Las viviendas se incrustan de manera singular dentro del suelo municipal, dotando al concejo de unos parajes realmente bonitos.

## Historia
Gracias a varios restos arqueológicos se sabe que la zona estuvo habitada en la edad de Bronce. Además, se han encontrado huellas primitivas en el castro de El Castiello, entre Taranes y Abiegos. Hechos que lo demuestran son las latinizaciones de términos tales como «Belennus» o el sol, en Beleño, y «Tarannus» o trueno en Taranes.
Durante la ocupación romana, Ponga pertenecía al territorio de los cántabros (tribu vadiniense), encontrándose útiles de trabajos para minas en Miesca, interpretándose que hubo avanzadillas militares para proteger los pasos por Ventaniella y Arcenorio y explotar esas riquezas naturales. De esa época son famosas dos lápidas funerarias encontradas en Sellano y en la iglesia primitiva de San Juan de Beleño, que tenían también representaciones artísticas de caballos. 
La primera referencia documental que se tiene de Ponga es de 1188, la donación del coto de Cazo hecha por el rey Alfonso IX a Pedro García de Caso. Los primeros datos que hablan de la vida administrativa de la zona datan del siglo XIV, en el que existían jueces nobles y plebeyos, alcaldes de hermandad y cinco regidores perpetuos. Durante las luchas entre Pedro I y Enrique de Trastámara, el municipio siempre fue leal a Pedro. Enrique III otorgó al concejo dos favores reales, la libertad de pastos y de tránsito por todo el reino, así como la exención del pago de portazgos por sus ganados y mercancías.
Durante la Edad Moderna queda definida la integración religiosa y civil de Ponga en Asturias, perteneciendo al arcedianato de Villaviciosa, e integrándose en el partido de Llanes en relación con su vida política. El primer diputado registrado que representaba a Ponga data de 1594 y recayó sobre Juan Alonso del Río.
Durante el siglo XIX dos fueron las circunstancias que marcaron la vida de Ponga y que modificaron la actividad de los lugareños. Primero, la importante emigración que partió rumbo a América y que repercutió en el concejo en el retorno y uso de capitales. Y segundo, la inauguración de nuevas y mejores comunicaciones terrestres, siendo de gran importancia dado su difícil trayecto, la que discurría por el desfiladero de Beyos, y que proporcionó a sus habitantes una salida por el Sella hacia Cangas de Onís.

## Flora y fauna

### Flora
La vegetación es variada predominando, en las zonas medias y altas, los bosques, siendo representativos los hayedos —destacando el gran bosque de la reserva natural parcial de Peloño, de unos 15 km², de gran importancia ecológica—y robledales, aunque hay abedulares, fresnedas con arce, alisedas y tejedas, con bastantes ejemplares de tilos, acebos y espinos. En los pueblos de Taranes, Beleños y Abiegos hay extensas plantaciones de castaños. Hay abundancia de narcisos asturianos y de genciana, una planta medicinal.

### Fauna
La fauna de la zona presenta la mayoría de las especies pertenecientes a la montaña asturiana. De todas las especies destacan las siguientes:
- Mamíferos: se puede ver de forma esporádica el rey de los bosques asturianos, el oso pardo, y se encuentran también en el parque venados, ciervos, corzos, rebecos cantábricos y jabalís. En los ríos es destacable la nutria y el desmán, dos especies que sirven de sensor ecológico de los ríos del parque, debido a que son dos especies que necesitan una gran pureza de entorno para vivir.

De de los mamíferos de menor tamaño destacan la liebre de piornal y la liebre europea cuyo hábitat principal lo constituyen las praderías.
- Aves: hay gran riqueza de aves, dato que queda corroborado por la inclusión de zonas del parque dentro de espacios protegidos para aves, gracias a las escarpadas montañas que hacen de refugio natural, de atalaya desde donde otear y de zona de cría para las grandes rapaces cantábricas. De estas aves destacan el águila real, buitre leonado, alimoche común y el azor. En los extensos bosques se encuentran aves forestales como el urogallo cantábrico, el pico mediano y el pito negro.  En las zonas de alta montaña se encuentra también la perdiz pardilla o el gorrión alpino.[5]

 Artículo relacionado:Fauna
En la zona habitan el ciervo, corzo, rebeco cantábrico y el jabalí. También los lobos habitan el municipio. En los ríos es destacable la nutria y el desmán.

## Demografía
Ponga cuenta con una población de 576 habitantes (INE 2024).
| Gráfica de evolución demográfica de Ponga entre 1842 y 2021                                                         |
| |
| Población de derecho según los censos de población del INE Población de hecho según los censos de población del INE |

Este concejo al tener una orografía y una situación complicada no ha tenido nunca una gran población. Todo lo anterior produce que sea uno de los concejos con menos densidad de población de toda la región.
La emigración, sin embargo, ha hecho que la tasa de población baje. Primero con el éxodo a Europa a mediados del siglo XIX y finalmente hacia las poblaciones industriales de Asturias, Avilés, Oviedo, Gijón y cuencas mineras.
La estructura económica del concejo se basa en el sector agropecuario que agrupa el 75,6% del empleo total. dentro de este sector cabe destacar la cabaña ganadera con una explotación para carne importante. El sector secundario agrupa el 6,5% del empleo con la construcción como base de este tramo. El sector servicio ocupa al 17,9% del empleo total.

### Población
| Año  | Población total | Hombres | %    | Mujeres | %    | Nacimientos |
| ---- | --------------- | ------- | ---- | ------- | ---- | ----------- |
| 2000 | 760             | 451     | 59,3 | 309     | 40,7 | 5           |
| 2001 | 759             | 452     | 59,6 | 307     | 40,4 | 2           |
| 2002 | 728             | 436     | 59,9 | 292     | 40,1 | 3           |
| 2003 | 715             | 424     | 59,3 | 291     | 40,7 | 0           |
| 2004 | 701             | 419     | 59,8 | 282     | 40,2 | 1           |
| 2005 | 699             | 414     | 59,2 | 285     | 40,8 | 3           |
| 2006 | 694             | 413     | 59,5 | 281     | 40,5 | 1           |
| 2007 | 686             | 404     | 58,9 | 282     | 41,1 | 2           |
| 2008 | 678             | 405     | 59,7 | 273     | 40,3 | 3           |
| 2009 | 684             | 406     | 59,4 | 278     | 40,6 | 2           |
| 2010 | 678             | 404     | 59,6 | 274     | 40,4 | 0           |
| 2011 | 688             | 409     | 59,4 | 279     | 40,6 | 0           |
| 2012 | 686             | 407     | 59,3 | 279     | 40,7 | 4           |
| 2013 | 679             | 402     | 59,2 | 277     | 40,8 | 3           |
| 2014 | 663             | 392     | 59,1 | 271     | 40,9 | 5           |
| 2015 | 643             | 381     | 59,3 | 262     | 40,7 | 3           |

### Renta
La evolución de la renta por habitante en el concejo se recoge en la siguiente tabla.
| Año  | Renta por habitante (€) |
| ---- | ----------------------- |
| 2000 | 7912                    |
| 2002 | 9264                    |
| 2004 | 10 773                  |
| 2006 | 12 832                  |
| 2010 | 14 515                  |
| 2012 | 13 999                  |
| 2014 | 14 108                  |

## Comunicaciones
- N-625, de Cangas de Onís a Riaño, un tramo del desfiladero de los Beyos que discurre siguiendo el curso del río Sella.
- AS-261, carretera comarcal de acceso a Ponga, de 18,6 km, que va desde Puente de los Grazos (N-625) a Beleño, pasando por Sellaño. Unos doce kilómetros están en Ponga, la parte que cotre paralela al Ponga desde poco antes de Precendí por la foz de los Corredores y luego el pequeño ascenso hasta la capital. Desde esta arrancan todas las carreteras de la red local:

- PO-1, carretera de unos 12 km que desde Beleño llega a Sobrefoz y Ventaniella; el tramo desde Sobrefoz a Ventaniella está en mal estado, bastante bacheado y la parte final es una pista de buen firme.
- PO-2, carretera de unos 12 km que enlaza San Juan de Beleño con la N-625 en el puente Vidosa, remontando hasta el collado Llomena y bajando al Sella por Viego;
- PO-3, un ramal que va desde el puente de Retortorio hasta Abiegos, Yano y Sobrefoz, por la margen oriental del Ponga, una carretera estrecha que discurre por bosque, túneles y que permite apreciar la cascada de la Peña Abiegos.
- PO-4, un ramal que arranca desde el puente de Mestas hasta Tanda y Taranes.
- PO-5, un corto y empinado ramal de 4,5 km que asciende desde Sotos (desfiladero de los Cazadores) al pueblo de Carangas.

- AS-339, carretera de la red local de 1.º orden de 18,625 km desde puente Tendi (N-634) a Sellaño, de los que unos 6 km están en Ponga, la parte correspondiente al descenso desde el alto del collado de Moande a la vega de Sellaño, donde enlaza con la AS-261; de aquí sale otra carretera local:

- PO-6, un corto ramal de menos de 1 km desde los Laderos a Ambingue.

Desde la N-625 suben a Los Beyos: la de Puente Pombayón a San Ignacio y Canisquezo, la de Puente Huera a Cándano, Casielles y Víboli

## Administración y política

### Gobierno municipal

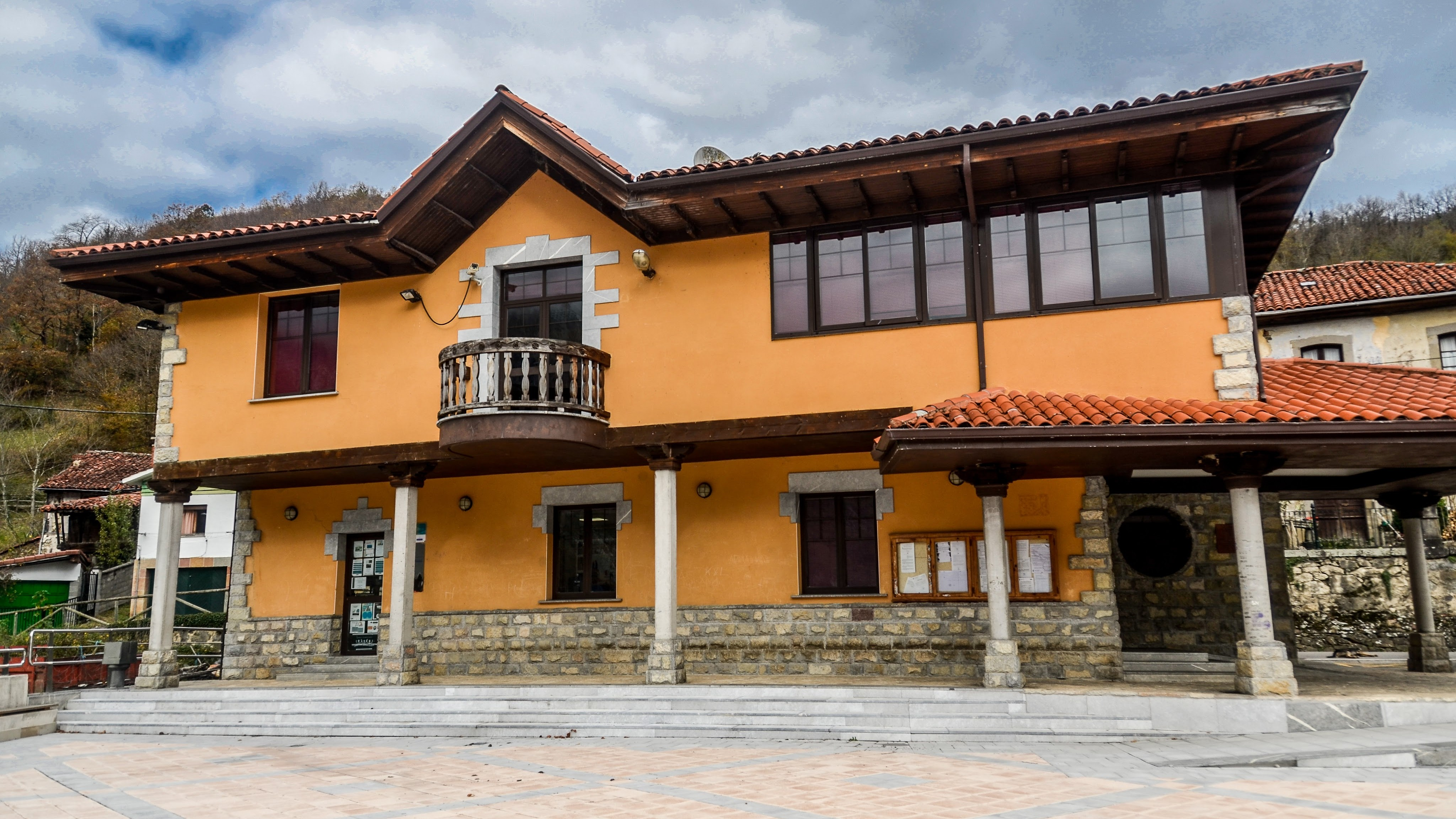
Casa consistorial

En el concejo de Ponga, desde 1979, el partido que más veces ha conseguido la alcaldía ha sido el PSOE, que ha gobernado desde 1983 hasta 2007. En 2007, gobernó Cándido Vega con Unión Asturianista, y de 2011 a 2012 con Foro Asturias. Tras la condena recibida en 2012 como integrante del Grupo Mixto. Actualmente, dicha condena está suspendida a la espera de que el Consejo de Ministros resuelva la petición de indulto realizada por el exalcalde. En 2013, Mercedes Traviesa es investida alcaldesa de Ponga, con las siglas Foro Asturias, convirtiéndose en la primera mujer que lleva las riendas de dicho ayuntamiento. Desde el 13 de junio de 2015, la alcaldesa es la socialista Marta María Alonso Guijarro.
| Periodo   | Nombre                      | Partido | Partido                                                     |
| --------- | --------------------------- | ------- | ----------------------------------------------------------- |
| 1979-1983 | Manuel Llera Priede         |         | Unión de Centro Democrático (UCD)                           |
| 1983-2007 | José Antonio Muñiz Jove     |         | Federación Socialista Asturiana (FSA-PSOE)                  |
| 2003-2007 | Manuel Antonio Yano Mones   |         | Federación Socialista Asturiana (FSA-PSOE)                  |
| 2007-2011 | Cándido Vega Díaz           |         | Unión Renovadora Asturiana (URAS)-Partíu Asturianista (PAS) |
| 2011-2013 | Cándido Vega Díaz           |         | Foro Asturias (FAC)                                         |
| 2013-2015 | Mercedes Traviesa Priede    |         | Foro Asturias (FAC)                                         |
| 2015-2019 | María Marta Alonso Guijarro |         | Federación Socialista Asturiana (FSA-PSOE)                  |

| Partido político    | Partido político                                                                | 1979   | 1983   | 1987   | 1991   | 1995   | 1999   | 2003   | 2007   | 2011   | 2015   | 2019   | 2023   |
| Partido político    | Partido político                                                                | Ediles | Ediles | Ediles | Ediles | Ediles | Ediles | Ediles | Ediles | Ediles | Ediles | Ediles | Ediles |
|                     | Federación Socialista Asturiana (FSA-PSOE)                                      | 3      | 3      | 4      | 3      | 4      | 2      | 4      | 3      | 2      | 3      | 4      | 4      |
|                     | Alianza Popular (AP)-Partido Popular (PP)                                       | 1      | 3      | 2      | 2      | 1      | 1      | 2      | 2      | 0      | 1      | 0      | 3      |
|                     | Partido Comunista de España (PCE)-Izquierda Unida (IU)-Bloque por Asturies (BA) | 1      | —      | —      | —      | 2      | 1      | 1      | 0      | 1      | 0      | 0      | —      |
|                     | Foro Asturias (FAC)                                                             | —      | —      | —      | —      | —      | —      | —      | —      | 4      | 3      | 3      | —      |
|                     | Unión de Centro Democrático (UCD)-Centro Democrático y Social (CDS)             | 4      | 3      | 1      | 2      | —      | —      | —      | —      | —      | —      | —      | —      |
|                     | Centristas Asturianos (CAS)                                                     | —      | —      | —      | —      | 1      | —      | —      | —      | —      | —      | —      | —      |
|                     | Unión Renovadora Asturiana (URAS)                                               | —      | —      | —      | —      | —      | 1      | 1      | 2      | —      | —      | —      | —      |
|                     | Partíu Asturianista (PAS)                                                       | —      | —      | —      | —      | —      | 2      | —      | URAS   | —      | —      | —      | —      |
| Total de concejales | Total de concejales                                                             | 9      | 9      | 7      | 7      | 7      | 7      | 7      | 7      | 7      | 7      | 7      | 7      |

### Organización territorial
- Abiegos
- Carangas
- Casielles
- Cazo
- San Ignacio
- San Juan de Beleño
- Sobrefoz
- Taranes
- Viego

## Cultura

### Patrimonio

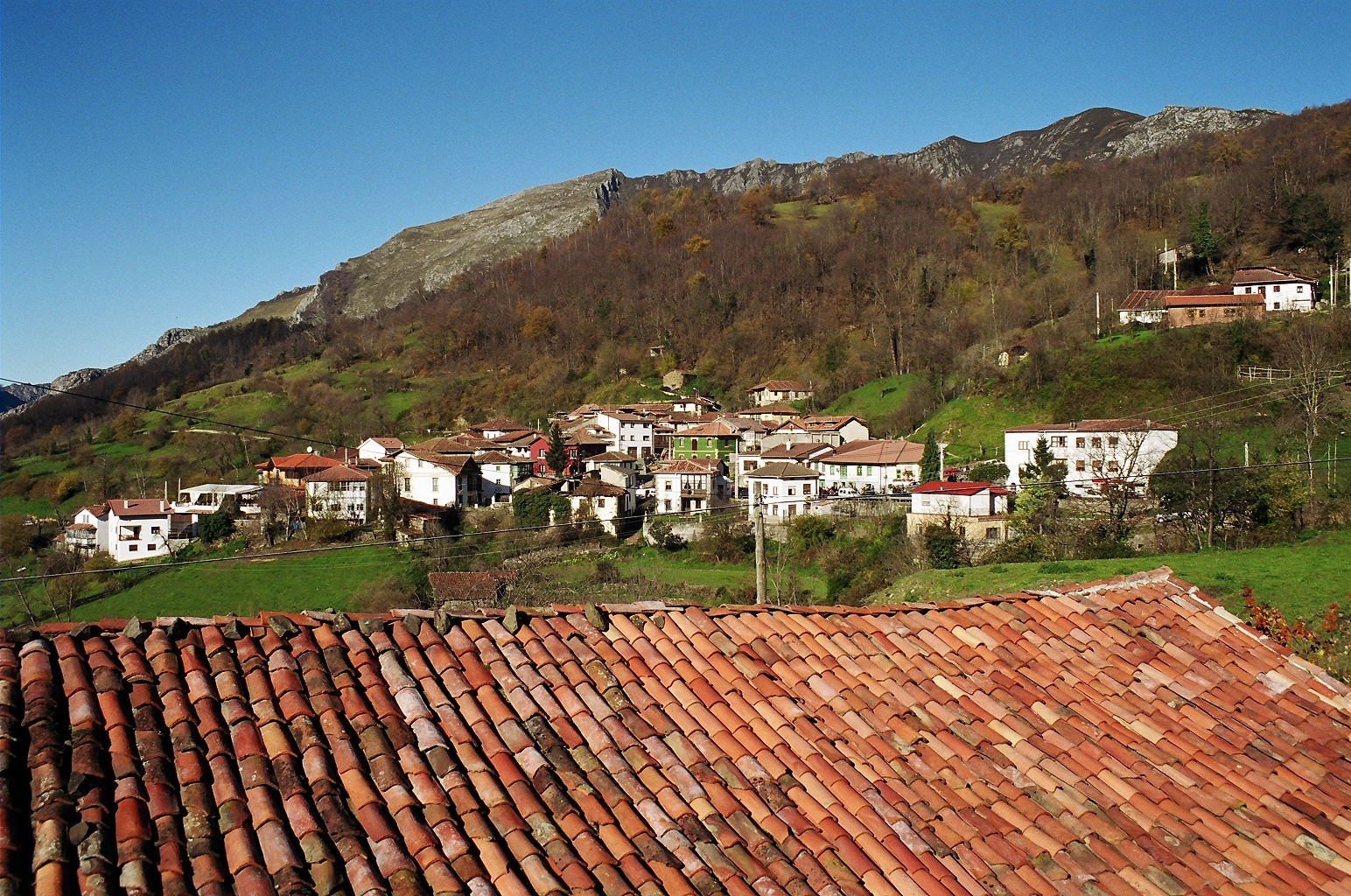
San Juan de Beleño, capital del concejo

El concejo, con pocas y pequeñas localidades, tiene algunas iglesias rurales de interés, como:
- la iglesia de Santa María, en Taranes (1779);
- la iglesia de Santa María, en Viego;
- la iglesia de San Juan, en San Juan de Beleño (siglo XVII);
- las ermitas de Ventaniella (festejada a primeros de septiembre) y la de Santa de Arcenoriu (dedicada a la Virgen de Covadonga, de la que son devotos montañeros que acuden allí el 8 de septiembre), en las majadas homónimas en las antiguas vías históricas carreteras que cruzaban la cordillera.

Además, son de interés:
- la torre de Cazo, en el pueblo de Cazo;
- el palacio de Sobrefoz;
- el balneario de Mestas de Con.

La mejor expresión artística que nos ofrece el concejo no son sus obras arquitectónicas, sino sus manifestaciones naturales, que nos ofrece parajes y vistas sin igual. Desde las más altas montañas, con intenso verdor en sus bosques y praderas, hasta el relajante correr de sus ríos formando espectaculares gargantas y desfiladeros, sin olvidarnos de los pueblos colgados de las montañas, que configuran todo ello un idílico paraíso natural.
La arquitectura religiosa del concejo se refiere a pequeñas iglesias rurales, construidas la mayoría a finales del XVIII, siendo acabadas en el XIX y el XX. Dentro de éstas se encuentran las iglesias de Santa María de Viego, con una bella puerta lateral adintelada de grandes sillares con molduras de Orejetas.
También tenemos la iglesia de Santa María de Taranes construida en 1779, con planta en forma de cruz latina, con amplio crucero y bóveda de medio cañón en la que están representados frescos con imágenes de los cuatro evangelistas. Del mismo modo, son reseñables la iglesia de San Juan de Beleño, del siglo XVII, la de San Lorenzo de Abiegos y las dos pequeñas ermitas de Ventaniella y de Arcenorio, ambas de la época medieval.
En cuanto al arte popular y civil, se tiene la torre de Cazo. Perteneciente a la familia Caso, gracias a una donación efectuada por Alfonso IX. La torre es de planta cuadrada, con amplios muros, conservando una ventana en el segundo piso constituida sólo a través de cuatro piedras.
En Sobrefoz encontramos una gran casa conocida como El Palacio, de planta cuadrada, realizado en mampostería y con buenos sillares tallados en las esquinas y formando los vanos. Tiene también una capilla. Otras casonas importantes son la Suárez-Monasterio, conocida como "Casa Rubín",realizada en mampostería y rodeado de dependencias destinadas para el uso agrícola, o la que encontramos en Taranes, la casa de la Plazuela del Sol, con un bonito corredor de madera en su frente.
Un edificio también singular y de uso popular es el antiguo balneario de Las Mestas, recientemente restaurado para uso turístico, hallándose en él un hotel y restaurante. Mención especial merece por último, la cantidad de edificaciones agrarias que se conservan a lo largo del concejo como los hórreos, paneras y tenadas que dotan a los pueblos de gran singularidad.

### Fiestas
- 1 de enero: fiesta del Aguinaldo y Guirria[10] en San Juan de Beleño (fiesta de Interés Turístico Regional);
- 1 de enero: aguinaldo de Sobrefoz;
- Sábado de Carnaval: aguinaldo de Sellaño;
- Sábado santo: mercado el Trasiegu en Sobrefoz;
- 13 de mayo: certamen del Queso de los Beyos de Ponga y jornadas del queso de los Beyos;
- Alrededor del 15 de mayo: San Isidro, en San Juan de Beleño;
- 1 de julio: San Pedro, en Sobrefoz;
- 16 de julio: Ntra. Sra. del Carmen, en San Juan de Beleño;
- 31 de julio: fiesta de San Ignacio de los Beyos y Carangas;
- 4, 5 y 6 de agosto: Ntra. Sra. de la Nieves, en Cazo y Sellaño;
- 9 de agosto: San Justo, en Cadenava;
- 10 y 11 de agosto: San Lorenzo, en Abiegos;
- 15 y 16 de agosto: Nra. Sra., en Taranes y Viego;
- Penúltimo fin de Semana de agosto: El Arándanu, en les Bedules;
- 1 de septiembre: la Santina de Ventaniella, en Ventaniella;
- 8 de septiembre: la Santina de Arcenoriu, en Arcenoriu;
- Último fin de semana de noviembre: «Jornadas Gastronómicas de la Caza» en todo el concejo.

### El Guirria
Se reputa como uno de los festejos más antiguos de Asturias; tiene lugar en el día de Año Nuevo, cuando los jinetes del aguinaldo y el séquito del Gurria salen de San Juan de Beleño hacia Cainava, donde El Gurria se lanza a besar a todas las chicas que puede.